# Polycyrtidea floridana
Polycyrtidea floridana là một loài tò vò trong họ Ichneumonidae.